# Careproctus acaecus
Careproctus acaecus és una espècie de peix pertanyent a la família dels lipàrids.

## Descripció
- La femella fa 5,5 cm de llargària màxima.
- Nombre de vèrtebres: 47.[5]

## Hàbitat
És un peix marí i batidemersal que viu fins als 750 m de fondària.

## Distribució geogràfica
Es troba a l'Atlàntic sud-occidental: el sud de l'Argentina.

## Observacions
És inofensiu per als humans.